# Industrie minière au Botswana

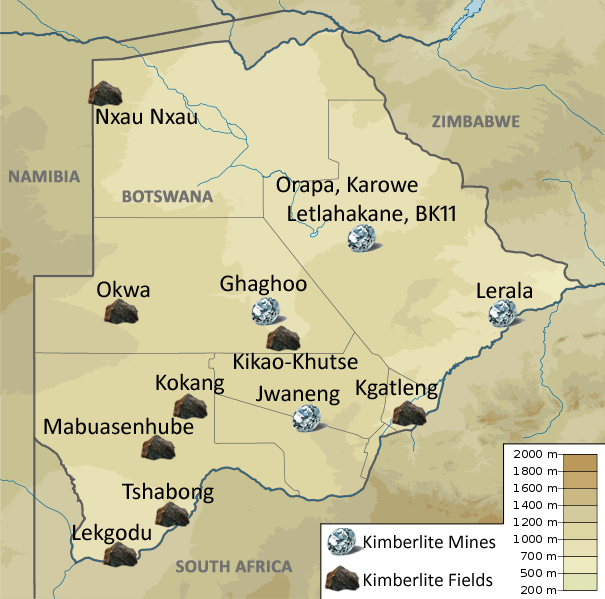
Carte des industries minière au Botswana

Le Botswana est connu pour sa production de diamants.

## Mines diamantés
- Mine de Jwaneng
- Mine de Damtshaa
- Mine de Letlhakane
- Mine de Lerala
- Mine de Karowe
- Mine d'Orapa